# 판암 나들목
판암 나들목(板岩나들목, Panam IC)은 대전광역시 동구 삼정동에 설치된 통영대전고속도로의 21번, 대전남부순환고속도로의 5번 나들목이다. 나들목 진출입로는 판암1동과 접하고 있다. 국도 제4호선을 통해 대전 시내 (동구 일대)와 충청북도 옥천군 군북면 등지로 진출할 수 있으며, 지방도 제571호선을 따라 보은군 회남면으로도 진출할 수 있다.

## 연혁
- 1996년 9월 16일 : 나들목 접속도로 입체화(지하차도) 공사로 인해 대전광역시 동구 판암동 1.26km 구간 도로구역 변경[1]
- 1999년 9월 6일 : 대전통영고속도로 및 대전남부순환고속도로 비룡 분기점 ~ 판암 나들목 구간 개통과 함께 영업 개시[2]

## 구조물 정보
- 위치: 대전광역시 동구 삼정동
- 영업소: 대전광역시 동구 통영대전고속도로 211 (삼정동)

## 접속하는 도로
- 국도 제4호선 (옥천로)

## 교통량 정보
| 요금소        | 통행량 (대/일) | 통행량 (대/일) | 통행량 (대/일) | 통행량 (대/일) | 통행량 (대/일) | 통행량 (대/일) | 통행량 (대/일) | 통행량 (대/일) | 통행량 (대/일) | 통행량 (대/일) | 각주  |
| 요금소        | 2001년         | 2002년         | 2003년         | 2004년         | 2005년         | 2006년         | 2007년         | 2008년         | 2009년         | 2010년         | 각주  |
| ------------- | -------------- | -------------- | -------------- | -------------- | -------------- | -------------- | -------------- | -------------- | -------------- | -------------- | ----- |
| 판암 (폐쇄식) | 4,785          | 5,944          | 6,249          | 6,137          | 5,832          | 5,917          | 6,296          | 6,370          | 7,064          | 7,954          | [ 3 ] |
| 요금소        | 2011년         | 2012년         | 2013년         | 2014년         | 2015년         | 2016년         | 2017년         | 2018년         | 2019년         |                | [ 3 ] |
| 판암 (폐쇄식) | 8,093          | 7,994          | 8,316          | 8,604          | 9,165          | 9,453          | 9,575          | 9,775          | 9,990          |                | [ 3 ] |